# Dwór Górny w Nowej Rudzie
Dwór Górny w Nowa Ruda (niem. Oberhof Neurode) – zabytkowy dwór w Nowej Rudzie przy ul. Kościelnej 30. 
Dawniej należał do Włodowic, a w XIX wieku nazywany był Dworem Włodowic Górnych (niem. Oberhof, Oberwalditzer Schloß) i należał do tzw. Dóbr Górnych, które były własnością noworudzkich Stillfriedów.

## Historia
Dwór został wzniesiony w 1598 r. przez Bernharda von Stillfrieda (1567-1637). Jego małżonką była Małgorzata von Borschnitz (1576-1643) z Prus koło Niemczy. W czasie wojny trzydziestoletniej (1618–1648) oraz w drugiej połowie XVIII w. dwór pełnił okresowo siedzibę właścicieli dóbr noworudzkich. W latach 1796–1816 w jednej z sal odprawiane były nabożeństwa dla tutejszej wspólnoty ewangelickiej. Obok zamku, dworów: we Włodowicach, Drogosławiu i w Jugowie był rezydencją Stillfriedów. W 1812 r. obiekt został wykupiony od rodziny von Magnis – kolejnych właścicieli, przez rodzinę Tschischwitzów, w których posiadaniu znajdował się do lat 30. XX w. Następnym właścicielem był Alfred von Aulock z Paliwody (przysiółka Biestrzynnika na Opolszczyźnie).
W 1823 r. dwór spłonął, po czym został odbudowany jeszcze w pierwszej połowie XIX wieku (świadectwem tego są formy naczółkowego dachu). Przebudowany w latach 1850–1860, kiedy dostawiono wieżę – w stylu nawiązującym do neoklasycyzmu oraz tudorowskiego neogotyku. Do 1930 r. pełnił funkcję siedziby szlacheckiej, później użytkowany był jako rządcówka.
Piwnice dworu od XVI wieku były przeznaczone na magazyn wina. Panująca stała temperatura 12 °C i wilgotność sprzyjała dojrzewaniu win. Przechowywane tutaj wina w dębowych beczkach były ponoć zrównoważone o wykształconym bukiecie i smaku.

## Właściciele
- 1598–1637 – Bernhard von Stillfried (1567–1637)
- 1658–1689 – Bernhard II von Stillfried (zm. 1689)
- 1689–1702 – Bernhard III von Stillfried und Rattonitz (1641–1702)[6]
- 1702–1720 – Raymund Erdmann Anton baron Stillfried von Rattonitz (1672–1720)[7]
- 1720–1739 – Johann Joseph I baron Stillfried von Rattonitz (zm. 1739)[8]
- 1739–1761 – Anna von Stillfried hrabina von Salburg (1703–1761)[9], żona Johanna Josepha I
- 1768–1773 – Michael Raymund baron Stillfried und Rattonitz (1730–1796)[10]
- 1810–1812 – Anton von Magnis
- 1812–1830 – Bernhard von Tschischwitz
- 1856–1876 – Oscar von Tschischwitz, porucznik
- 1886–1902 – Selma von Tschischwitz, z domu Bredoreck, żona Oscara
- 1905–1930 – Hans von Tschischwitz, porucznik
- 1937– Alfred von Aulock[11]

## Herby
Dwór ma dwa portale:
- portal zachodni od frontu z obecnym wejściem głównym, nad którym znajduje się kartusz zawierający herby, von: Tschischwitzów (lewy) i Aulocków (prawy).
- portal wschodni od strony zaplecza (od folwarku), renesansowy z kartuszem z herbami, von: Stillfriedów (lewy) i Borschnitzów (prawy) i rokiem 1598 między nimi. Herby otaczają liczne motywy zdobnicze: maszkarony, delfiny, liście i wić akantu, girlandy, woluty i ornament kandelabrowy, szyszki, rozety i rogi obfitości, co świadczy, że został wykonany przez włoskiego kamieniarza.

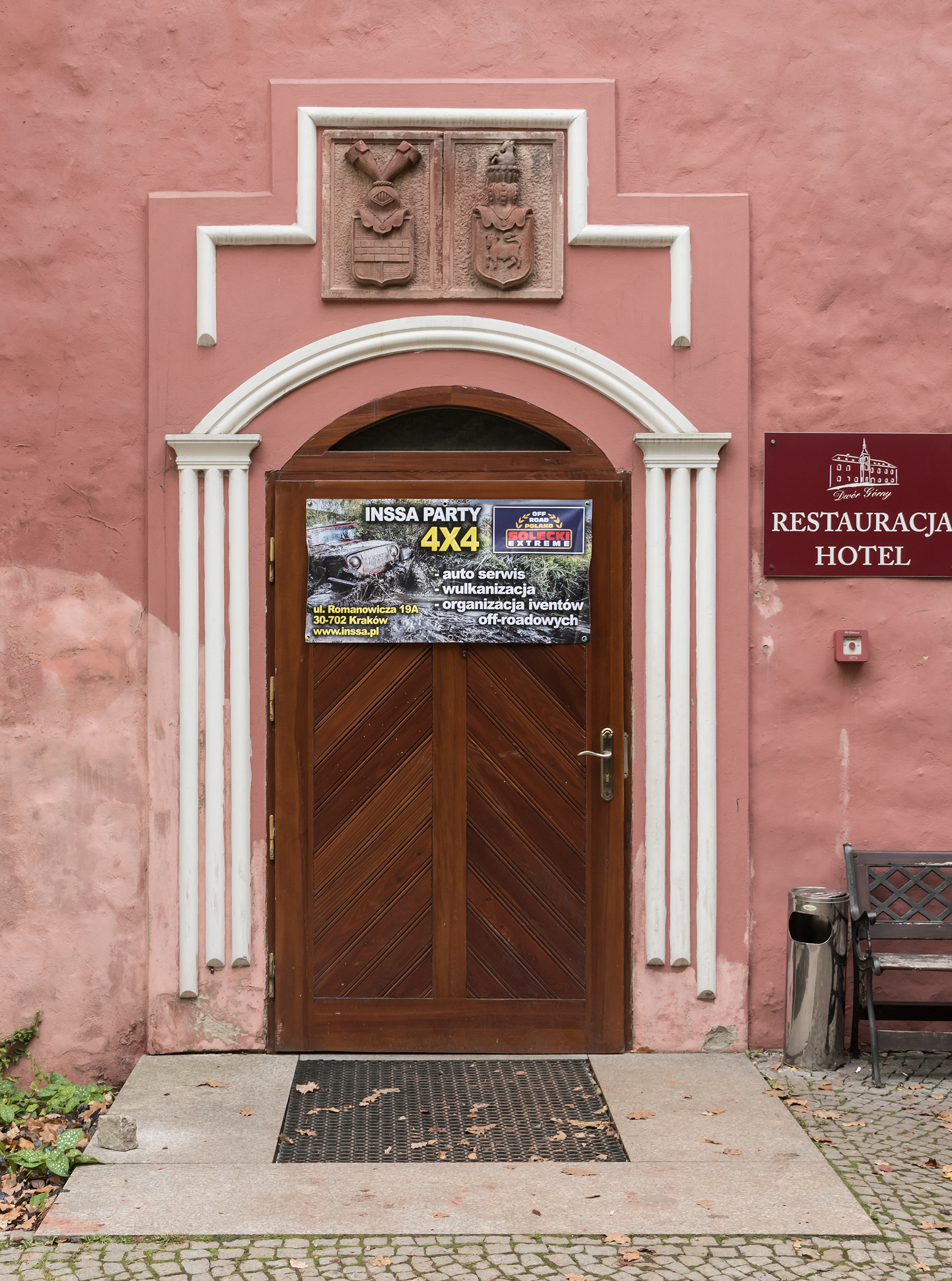
Portal od frontu
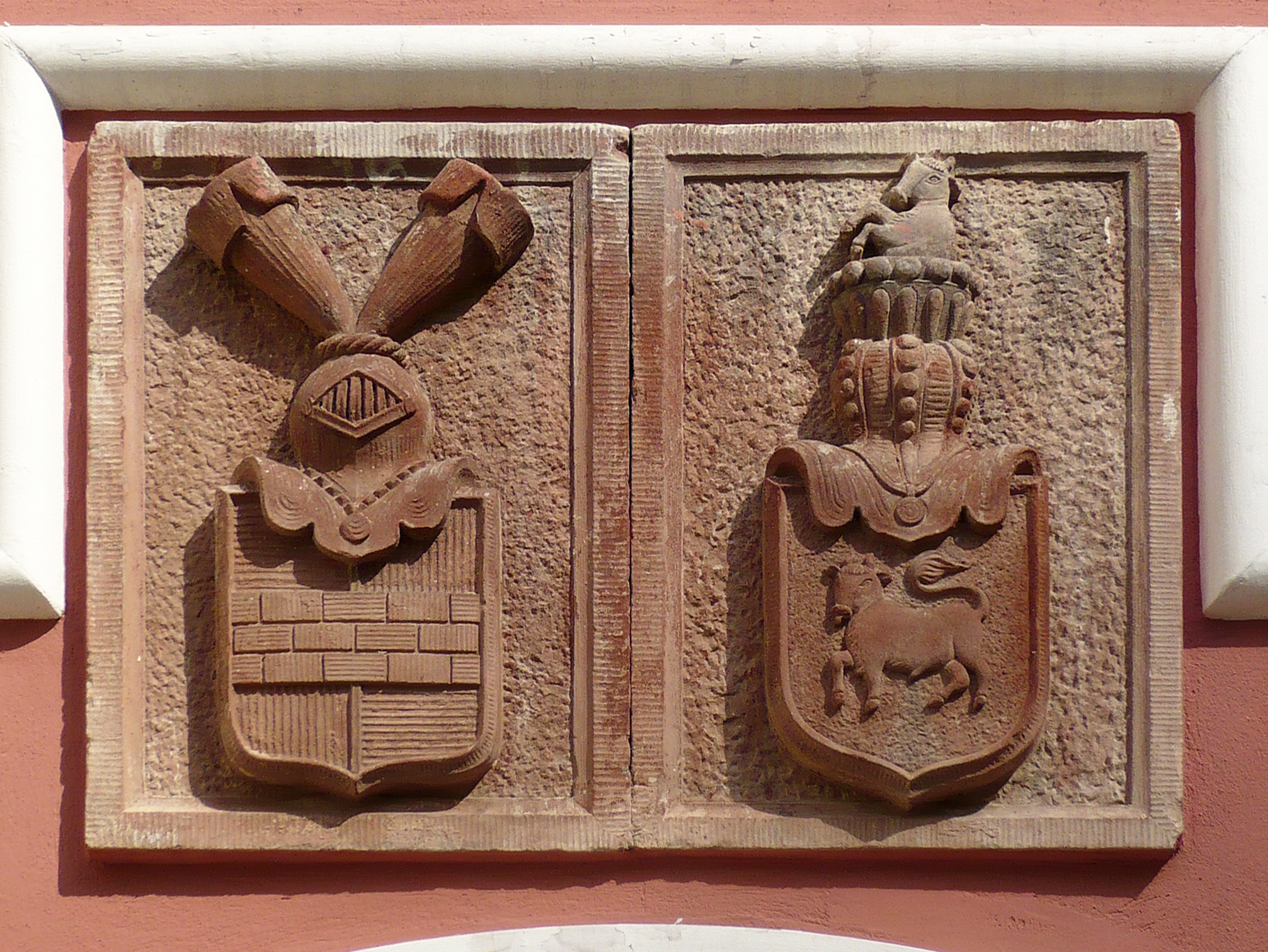
Herby: Tschischwitz (L), Aulock (P), front (wsch.)
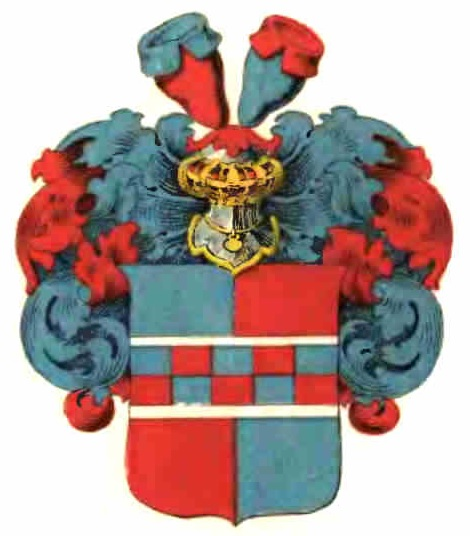
Herb von Tschischwitz (front)
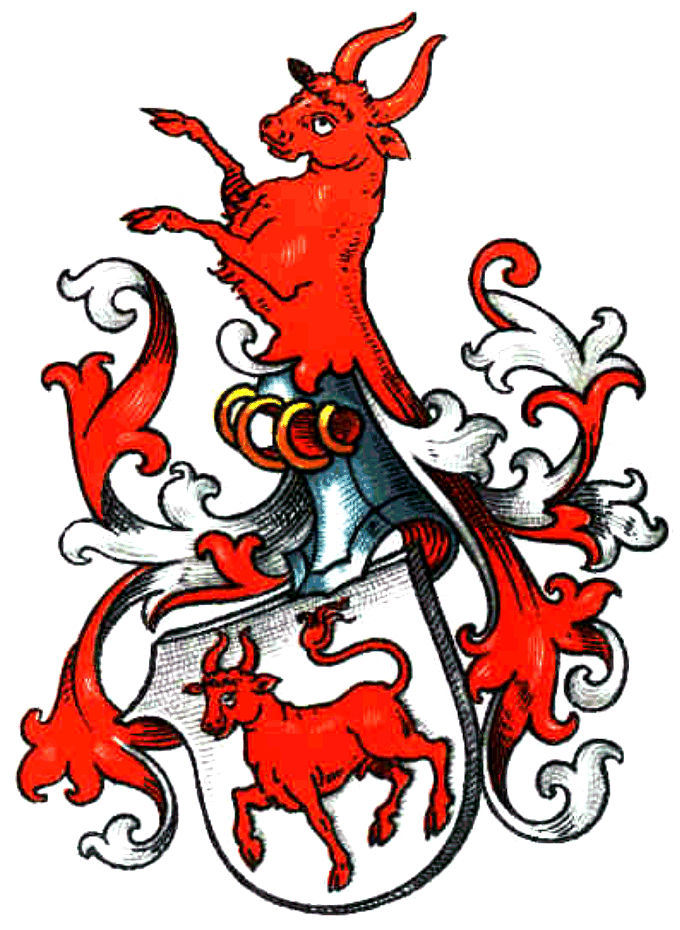
Herb von Aulock (front)
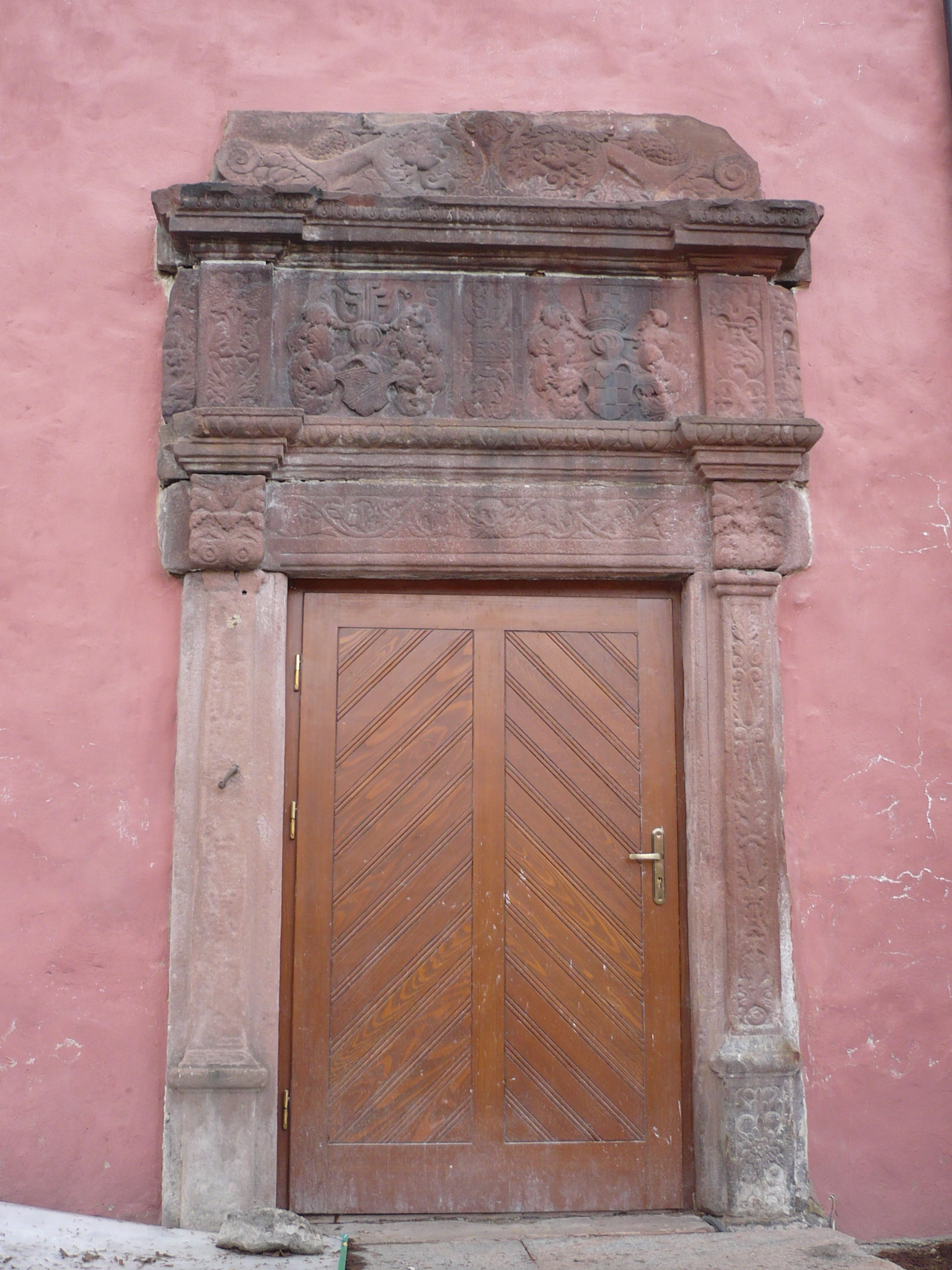
Portal strona zachodnia
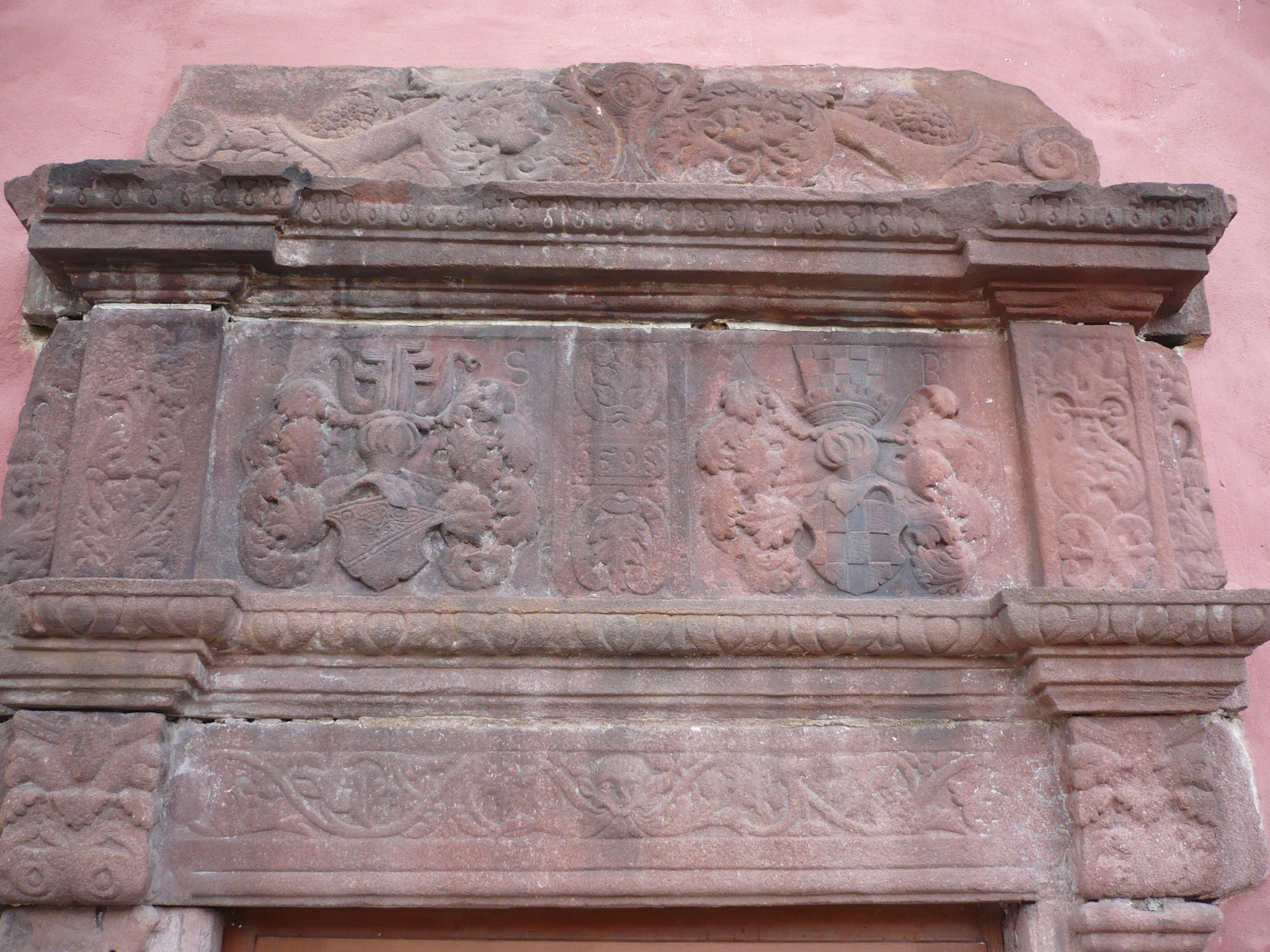
Herby: Stillfried (L), Borschnitz (P), str. zach.
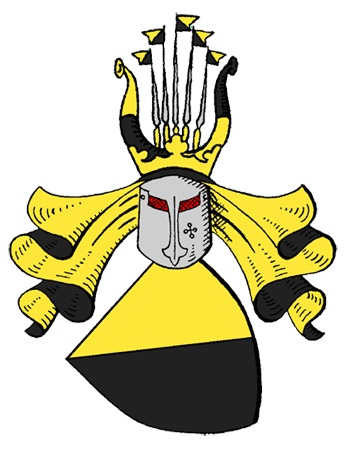
Herb von Stillfried (strona zachodnia)
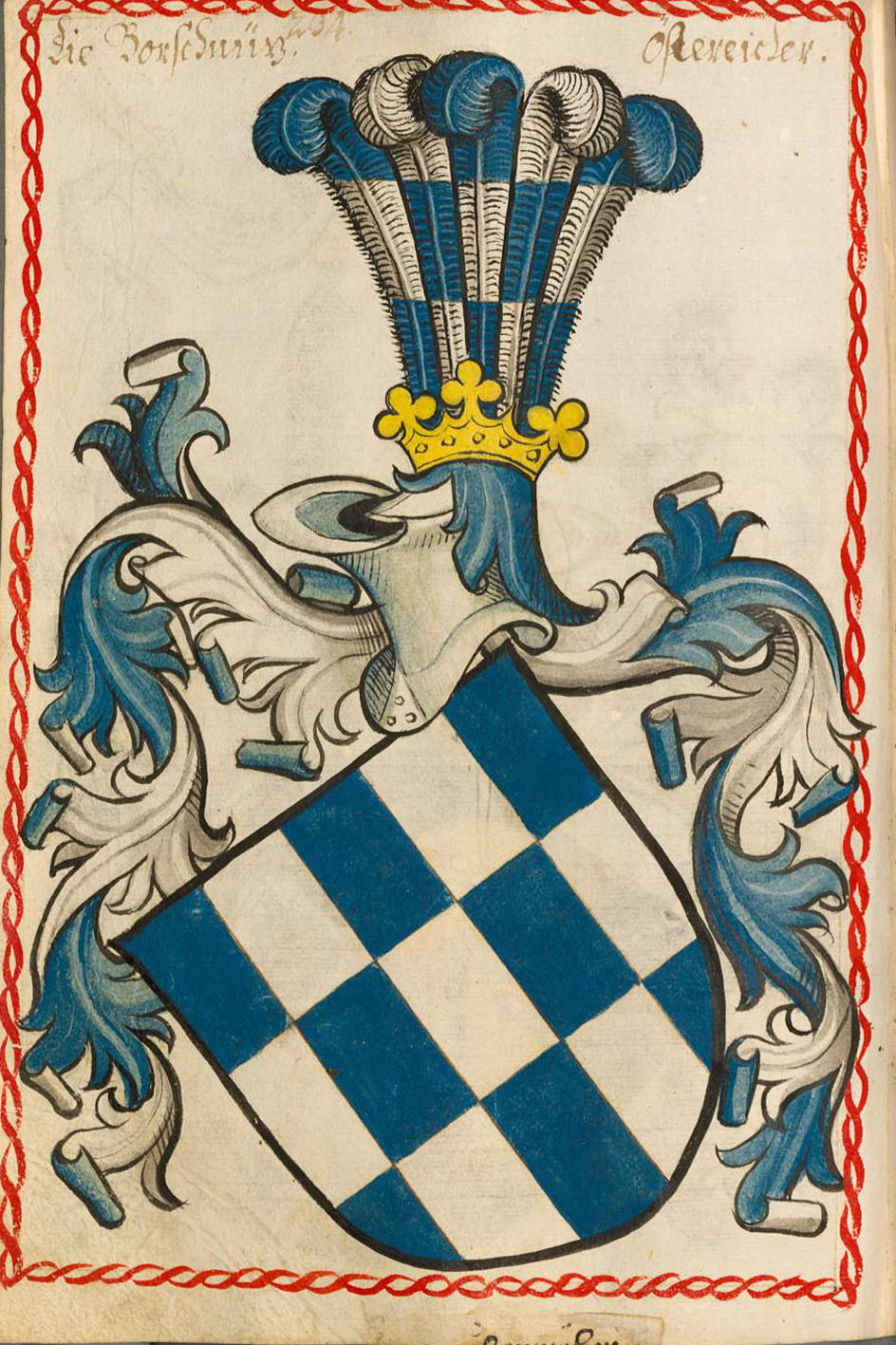
Herb von Borschnitz (strona zachodnia)

## Po II wojnie światowej
Po 1945 roku na dworze miały siedzibę: Młodzieżowy Dom Kultury, Miejska Biblioteka Publiczna, Ognisko Pracy Pozaszkolnej, Poradnia Wychowawczo-Zawodowa, Komenda Hufca Związku Harcerstwa Polskiego. Następnie nieogrzewany, z cieknącym dachem popadał w ruinę. W 2010 roku przeszedł w ręce prywatne. Budynek remontowany był kapitalnie do 2012 roku. Obecnie znajduje się w nim Hotel Restauracja Dwór Górny. W parku obok dworu rosną: sosny czarne, dęby, jawory i buk zwyczajny odmiany czerwonolistnej.

## Skarb
2 czerwca 2010 r., podczas remontu i zrywania podłogi na drugim piętrze, znaleziono srebrną zastawę rodową von Tschischwitzów, liczącą łącznie 195 przedmiotów, w tym 139 sztućców. Dno jednej z mis ozdobione zostało grawerowanymi herbami 9 znanych rodów magnackich, właścicieli dóbr z terenu hrabstwa kłodzkiego, upamiętniającej 500. rocznicę obchodzoną w 1847(8) r. w rodowej siedzibie Janików (niem. Scheidewinkiel) – ówczesnej kolonii Tłumaczowa, powstałej jako jedna z pierwszych w Hrabstwie Kłodzkim i wzmiankowanej już pod koniec XIV wieku. Zastawa będzie eksponowana w Dworze Górnym.

## Rezydencje Stillfriedów
- Dwór Dolny we Włodowicach
- Dwór Stillfriedów w Drogosławiu
- Pałac w Jugowie
- Zamek Stillfriedów w Nowej Rudzie